# Roger Rodrigues da Silva
Roger Rodrigues da Silva (* 7. Januar 1985 in Campinas) ist ein ehemaliger brasilianischer Fußballspieler.

## Karriere
Roger begann seine Karriere 2003 beim Erstligisten AA Ponte Preta. 2005 wechselte er zu FC São Paulo und gewann er den Copa Libertadores 2005. Danach spielte er bei SE Palmeiras, AA Ponte Preta, Sport Recife, Fluminense FC, EC Vitória und Guarani FC. 2008 gewann er mit Sport Recife den Copa do Brasil. 2010 wechselte er zum japanischen Zweitligisten Kashiwa Reysol. 2010 feierte er mit dem Verein die Zweitligameisterschaft und den Aufstieg in die erste Liga. 2011 kehrte er nach Brasilien zurück und unterschrieb einen Vertrag bei Ceará SC. 2012 wechselte er zu Ponte Preta, bestritt 29 Erstligaspiele und schoss dabei neun Tore. 2013 wechselte er zu Athletico Paranaense und wurde er Tabellendritter der Série A 2013. 2014 wechselte er zum südkoreanischen Suwon Samsung Bluewings und wurde er Vizemeister der K League Classic. 2015 kehrte er nach Brasilien zurück und unterschrieb einen Vertrag bei Chapecoense. Danach spielte er bei AA Ponte Preta, Botafogo FR, SC Internacional und SC Corinthians.